# 모범 사례
모범 사례(模範事例, 영어: best practice 베스트 프랙티스[*])는 우월한 결과를 낳는 경향이 있기 때문에 대안보다 우수하다고 일반적으로 받아들여지는 방법이나 기술이다. 언론 등에 따라 모범 경영, 모범 실무, 최상의 업무수행방법, 최상의 접근방법 등으로 옮기기도 한다. 모범 사례는 강제적인 표준에 대한 대안으로 품질을 달성하는 데 사용된다. 모범 사례는 자체 평가 또는 벤치마킹을 기반으로 할 수 있다. 모범 사례는 ISO 9000 및 ISO 14001과 같은 공인된 경영 표준의 특징이다.
일부 컨설팅 회사는 모범 사례 분야를 전문으로 하며 비즈니스 프로세스 문서를 표준화하기 위한 기성 템플릿을 제공한다. 때로는 모범 사례가 특정 조직의 필요에 적용되지 않거나 부적절할 수 있다. 조직에 모범 사례를 적용할 때 필요한 핵심 전략적 재능은 조직의 고유한 특성과 다른 조직과 공통으로 가진 관행 사이의 균형을 맞추는 능력이다. 좋은 운영 관행은 경영전략론 용어이다. 이 용어의 더 구체적인 용어로는 우수 농업 관행, 우수 의약품 제조 및 품질관리 기준, 우수실험실관리기준, 우수 임상 시험 관리 기준 및 우수 유통 관행이 있다.

## 공공 정책에서
모범 사례는 공공 정책에서 프로그램 평가의 한 형태이다. 이는 과거에 유사한 문제를 해결하는 데 효과적이었고 현재 문제에 적용될 수 있는 정책 대안을 검토하는 과정이다. 특정 정책 문제를 해결하기 위한 모범 사례를 결정하는 것은 일반적으로 사용되지만 개념이 모호하고 따라서 주의 깊게 검토해야 하므로 거의 이해되지 않는 분석 도구이다. 모호함은 주관적인 용어인 "최고"에서 비롯된다. 어떤 관행이 "최고"인지 결정하는 데 연구와 증거가 필요하지만, 어떤 관행이 예외적으로 잘 작동했는지, 그리고 그 이유를 단순히 결정하는 것이 더 도움이 된다. "최고"가 아니라, 어떤 관행은 단순히 현명한 관행, 좋은 관행, 또는 유망한 관행일 수 있다. 이를 통해 많은 좋은 관행의 조각들을 포괄할 수 있는 권고를 위한 혼합 및 일치 접근 방식이 가능하다. 유진 바르다흐는 2011년 자신의 저서 실용적인 정책 분석 가이드에서 다음 이론적 틀(팔정표 모범 사례)을 제공한다.
1. 문제 정의
2. 증거 수집
3. 대안 구성
4. 기준 선택
5. 결과 예측
6. 상충되는 이점 파악
7. 결정
8. 이야기 전달

검증되지 않은 현명한 관행의 예상되는 영향에 대한 과도한 낙관론은 흔한 비판이다. 현재의 관행이 비효율적이라는 것이 알려져 있다면, 대안을 검토한 후 유망한 대안을 구현하는 것은 위험을 감수할 가치가 있을 수 있다.

### 브레치나이더 외 연구진의 방법론
브레치나이더 외 연구진은 2005년에 모범 사례 연구를 위한 대체 방법론을 제시했다. 브레치나이더의 접근 방식은 바르다흐의 접근 방식보다 훨씬 더 기술적이며 완전성과 비교 가능성 문제를 다룬다. 그는 어떤 관행이 진정으로 모범 사례인지 완전히 확립하려면 모든 맥락에서 평가가 필요하지만, 실제로는 사례만 분석된다는 사실을 다룬다. 브레치나이더는 또한 어떤 것이 "모범 사례"로 간주되려면 방법론 간의 비교 과정을 통해 도출되어야 한다는 사실을 강조한다. "모범 사례"가 유효하려면 모든 관련 접근 방식을 고려해야 한다. 그렇게 하지 않으면 "최고"라는 용어를 부적절하게 사용하게 될 것이기 때문이다. 표본 관행을 비교하면 좋은 관행을 얻을 수 있지만, 표본이 어떻게 선택되었는지에 따라 전적으로 신뢰할 수 없을 수도 있다.

### 예시
공공 정책에서 모범/스마트 관행 평가를 사용한 많은 예시가 있다. 미국 환경 보호국(EPA)은 청정 에너지-환경 행동 가이드라는 문서를 발행하는데, 이는 주정부가 청정 에너지 정책 및 프로그램을 생성하는 데 가장 적합한 것을 결정하기 위해 성공적이고 최고라고 판단한 관행을 공유하도록 설계되었다. 이 가이드에는 주정부가 에너지를 절약하고, 대기 질을 개선하며, 온실 가스 배출량을 줄이고, 경제 발전을 증가시킬 기회를 제공하는 16가지 청정 에너지 정책 및 프로그램이 포함되어 있다.
이 가이드에서 성공적인 모범 사례의 한 예는 에너지 효율성을 위한 건축법이다. 이 관행은 건물 에너지 코드를 사용하여 주거 및 상업 건물에 대한 최소 에너지 효율 표준을 설정하는 요구 사항을 정하는 것이다. 캘리포니아 에너지 코드 Title 24는 이 가이드에서 강조된 "모범 사례" 중 하나이다. 에너지 코드 구현을 위한 다음 사항은 주요 대상층을 교육 및 훈련하고, 올바른 자원을 공급하며, 프로그램에 대한 예산과 인력을 제공하는 것이다.
유진 바르다흐는 그의 저서 "정책 분석을 위한 실용 가이드, 팔정표 (정책 분석)"에 스마트 프랙티스 후보 목록을 가지고 있다. 한 예는 초등학교 1~3학년 어린이를 위한 튜터링 프로그램인 "읽기 일대일(Reading One-to-One)"이다. 텍사스주의 이 프로그램은 감독과 간단하고 체계적인 음운 인식 교육을 통한 일대일 튜터링을 포함한다. 음운 인식은 아이가 학교 첫 2년 동안 얼마나 잘 읽기를 배울지를 예측하는 매우 중요한 요소 중 하나로 간주된다. 이 프로그램은 많은 아이들, 특히 ESL 학생들이 영어 소리를 이해하고 발음하기 매우 어렵기 때문에 읽기에서 실패한다는 사실을 활용한다. 이 프로그램은 간단한 교육 자료, 체계적인 방법 및 행정 감독 덕분에 상대적으로 저렴한 비용으로 쉽게 복제할 수 있다.
2013년 9월 뉴욕주 시장 및 지방 공무원 회의에서, 정부 동료들 사이에 모범 사례에 대한 성공, 아이디어 및 정보가 공유되었다. 회의에서 강조된 모범 사례 중 하나는 살리나스가 농업 기업과 기술 기업을 연계하여 일자리를 늘림으로써 경제를 재건하는 방법이었다. 살리나스는 활용되지 않는 기회를 활용하고 있다. 이 지역은 이미 풍부한 양배추밭을 가지고 있으며, 이제 이 도시는 스스로를 농업 기술 실험실로 마케팅하고 있다. 이 공공/민간 파트너십에는 이 지역의 농업 산업에 대한 새로운 기술 투자를 늘리기 위한 스테인벡 혁신 재단(Steinbeck Innovation Foundation)이라는 새로운 비영리 단체가 포함된다.

## 보건 및 인적 서비스 분야에서의 활용
최근 몇 년 동안 공공 기관과 비정부 기구는 보건 및 인적 서비스를 제공할 때 모범 사례를 탐구하고 채택해왔다. 이러한 환경에서 "유망 관행", "모범 사례", "근거 기반 관행"이라는 용어의 사용은 흔하며, 유망 관행 또는 모범 사례를 구성하는 것에 대한 일반적인 합의가 없기 때문에 종종 혼란스럽다. 이러한 맥락에서 "모범 사례"와 "근거 기반 관행"이라는 용어는 종종 상호 교환적으로 사용된다. 근거 기반 관행은 문서화된 결과와 재현 가능성을 핵심 요소로 가지는 방법 또는 기술이다. 이러한 어려움에도 불구하고, 문헌은 모범 사례를 식별하는 데 있어 몇 가지 공통적인 사용과 기준이 있음을 시사한다. 예를 들어, 미국 보건복지부(HHS)가 유망 관행을 지칭할 때 사용하는 일반적인 실무 정의는 소규모 개입에서 효과성에 대한 최소한의 예비 증거를 가지고 있거나, 개입을 확대하고 결과를 다양한 인구 및 환경에 일반화하는 것에 대한 결정을 내리는 데 유용한 데이터를 생성할 잠재력을 가지고 있는 것으로 정의된다.
효과성 증거, 개입 확대 가능성, 다른 인구 및 환경에 결과 일반화 가능성이 모범 사례의 핵심 요소이므로, 방법 또는 개입이 모범 사례가 되는 방식은 시간이 걸리고 노력이 필요할 수 있다. 아래 표는 유망한 관행이 연구 검증된 모범 사례 지위를 획득하는 과정을 보여준다.
| 연구 검증된 모범 사례 | 객관적이고 포괄적인 연구 및 평가에 의해 입증된 효과성 정도가 가장 높은 프로그램, 활동 또는 전략. |
| 현장 검증된 모범 사례 | 효과적으로 작동하고 성공적인 결과를 산출하는 것으로 입증되었으며 주관적 및 객관적 데이터 출처에 의해 어느 정도 지지되는 프로그램, 활동 또는 전략. |
| 유망한 관행           | 하나의 조직 내에서 효과적으로 작동했으며 장기적인 지속 가능한 영향을 가진 모범 사례가 될 초기 단계에서 가능성을 보이는 프로그램, 활동 또는 전략. 유망한 관행은 효과성을 주장하는 객관적인 근거가 있어야 하며 다른 조직 간에 복제될 잠재력이 있어야 한다. |

국립 근거 기반 프로그램 및 관행 등록소(NREPP)는 독립적인 검토자들이 검토하고 평가한 약물 남용 예방 및 정신 건강 치료를 지원하는 개입을 검색할 수 있는 온라인 등록소이다. NREPP는 검토 대상으로 고려될 최소 요구 사항을 충족하는 개입에 대한 제출을 받는다. 최소 요구 사항은 (1) 개인, 지역 사회 또는 인구 집단에서 하나 이상의 긍정적인 결과 입증; (2) 이러한 결과가 실험적 또는 준실험적 설계를 사용한 최소한 한 연구에서 입증된 증거; (3) 이러한 연구 결과가 동료 검토 저널 또는 기타 전문 출판물에 게재되었거나 포괄적인 평가 보고서에 문서화된 것; (4) 구현 자료, 훈련 및 지원 자원, 품질 보증 절차가 개발되어 대중이 사용할 준비가 된 것이다. NREPP는 개입의 전체 목록이 아니며 등록소에 포함되었다고 해서 승인된 것은 아니다.
문화적으로 적합한 근거 기반 모범 사례의 부족과 개입의 유효성을 검증하기 위해 연구 기반 접근 방식을 활용할 필요성에 대한 기존 논쟁이 있다. 일부 지역 사회는 오랜 기간 동안 긍정적인 결과와 성공에 대한 일반적인 지역 사회 합의를 가져온 관행을 배포해왔다. 캘리포니아 불평등 감소 프로젝트(CRDP)는 그러한 관행을 식별하기 위해 노력하고 있다. CRDP는 인종, 민족 및 문화 공동체를 위한 접근성, 치료 품질을 개선하고 긍정적인 결과를 늘리는 것을 목표로 한다. 이 공동체들은 (1) 아프리카계 미국인, (2) 아시아/태평양 섬 주민, (3) 라틴계, (4) 레즈비언, 게이, 양성애자, 트랜스젠더, 퀘스쳐닝, (5) 아메리카 원주민으로 식별되었다. 정신 건강 제공자와 지역 사회 구성원, 그리고 소비자와 가족 구성원으로 구성된 전략 계획 작업 그룹은 불평등을 줄이기 위한 새로운 접근 방식을 식별하는 임무를 부여받았다. 다섯 개의 전략 계획 작업 그룹은 다문화 공동체에 의해 다문화 공동체를 위해 정의된 새로운 서비스 제공 접근 방식을 식별하기 위해 노력하며, 지역 사회 정의된 증거를 사용하여 결과를 개선하고 불평등을 줄인다. 지역 사회 정의된 증거는 "지역 사회가 사용하고 시간이 지남에 따라 지역 사회 합의에 의해 긍정적인 결과를 산출한다고 판단한 일련의 관행으로, 경험적으로 측정되었을 수도 있고 그렇지 않을 수도 있지만 지역 사회의 수용 수준에 도달한 것"으로 정의된다.

## 실행 중

### 청정 대기 재정 프로그램
청정 대기 프로그램 재정, NGA에서 가져온 예시 이것은 NGA 모범 사례 센터에서 작성한 빠른 가이드이다. 이 가이드는 현재 어떤 청정 대기 프로그램이 존재하며 어떻게 재정을 조달하고 있는지 탐구한다. 청정 대기 문제 해결을 위한 하나의 모범 사례를 제시하는 대신, 이 보고서는 다양한 프로그램, 재정 조달 방식, 그리고 적용되는 주를 표로 제시한다. 주지사와 그 직원들은 그들의 상황에 가장 현실적이고 적용 가능한 특성과 해결책을 찾을 수 있다. 핵심은 세상에 있는 현재의 관행을 해결하려는 특정 상황에 맞게 조정하는 것이다. 모범 사례는 기존 전략에 대한 통찰력을 제공하기 위한 것이다.

### 환경 경영
모범 사례의 개념은 환경 관리에 광범위하게 적용되어 왔다. 예를 들어, 수산양식에서 저인 사료 성분을 권장하는 데 사용되었고, 임업에서 하천변 완충 지대를 관리하는 데 사용되었으며, 가축 및 방목 관리에서 방목 밀도를 조절하는 데 사용되었으며, 특히 모범 관리 사례는 농업의 비료 비점오염원과 관련된 수질 개선에 중요했으며, 염분 조절을 위한 모범 사례 식별 및 채택에도 중요했다. 그러나 건조지 염분화와 같은 복잡한 환경 문제의 맥락에서는 어떤 특정 맥락에서 무엇이 최선인지 정의하는 데 상당한 어려움이 따른다. 복잡한 문제에 대한 최선의 관리 관행은 맥락에 따라 다르며 불완전한 지식을 바탕으로 종종 논쟁의 대상이 된다. 이러한 맥락에서는 최선의 관리 관행을 고정된 일련의 규칙이나 지침이라기보다는 적응형 학습 과정으로 생각하는 것이 더 유용하다. 최선의 관행에 대한 이러한 접근 방식은 품질 개선을 촉진하고 지속적인 학습을 장려하는 데 중점을 둔다.

### 고등 교육
STEM 프로그램 설명은 안젤라 베이버가 NGA에 제출한 보고서에서 발췌한 것이다. NGA는 과학, 기술, 공학, 수학(STEM)을 강력한 노동력을 창출하기 위해 지역 사회 대학에서 개발해야 할 중요한 기술로 파악했다. 많은 주에서 이 문제를 해결하기 위해 STEM 프로그램을 만들거나 만들었다. 이러한 프로그램이 작동하려면 주지사는 다음과 같이 해야 한다.
- "지역 STEM 기술 수요를 충족시키도록 지역 사회 대학이 기업과 협력하도록 장려해야 한다.
- STEM 교육의 새로운 모델을 지원하기 위해 지역 사회 대학을 활용해야 한다.
- STEM 과정 이수를 위해 지역 사회 대학과 학생들에게 보상을 제공해야 한다.
- 지역 사회 대학이 보다 효과적인 수학 보충 교육을 지원하도록 보장해야 한다.
- 지역 사회 대학 STEM 학점과 자격증이 이전 가능하도록 요구해야 한다."[23]

### 보건 및 인적 서비스
미국 예방 서비스 태스크포스(USPSTF)는 임상 예방 서비스에 대한 증거 기반 권고를 제시한다. 태스크포스 권고는 체계적인 검토와 이용 가능한 의학적 증거 평가에 기반한다.
샌프란시스코 공중 보건국은 HIV/AIDS 서비스 제공 환경에서 트랜스젠더 고객과 협력하는 데 있어 문화적 및 서비스 역량에 대한 모범 사례 문서인 트랜스젠더 모범 사례 가이드 프로젝트를 수행했다. 집중적인 문헌 검색과 소비자 포커스 그룹을 거쳐, 저명한 지역 사회 지도자, 활동가, 전문가 및 트랜스젠더 소비자로 구성된 작업 그룹이 모범 사례 가이드 개발에 참여했다. 모범 사례 가이드에서 다루는 주제는 정신 건강 문제, 성 정체성, 호르몬 사용 및 임상 치료 관행을 포함한다. 모범 사례 가이드는 현재 제작 중이며, EMA 제공업체와 전국의 일부 기관에 출판 및 배포될 예정이다. 또한, 네 번의 대규모 EMA 제공업체 교육이 제공되어 제공업체에게 모범 사례 권고 사항 및 표준 조치에 대해 교육할 것이다. 이는 HIV 양성 트랜스젠더 커뮤니티에 서비스를 제공하는 제공업체를 위한 모범 사례 가이드를 개발하기 위한 최초의 국가 연방 기금 지원 노력이다.

### 자선/비영리 부문
비영리/자원 봉사 부문은 일반적으로 모범 사례를 공유하고 접근하는 도구가 부족하다. 예를 들어 유럽 연합에서는 유럽 2020 전략이 우수 사례 교환 및 네트워킹(비영리 부문 포함)을 최우선 과제로 삼고 있어 세계 일부 지역에서 조치가 취해지고 있다. 유럽 비영리 단체 간의 인적 자원(HR) 및 리더십 측면에서 우수 사례 공유 이니셔티브는 EU의 자금 지원을 받아 2013년에 HR 트위닝(HR Twinning)이라는 이름으로 시작되었다. 이 플랫폼은 대중에게 우수 사례를 검색할 수 있는 기능을 제공하고, 회원들에게는 자신들의 사례를 공유하고, 포럼 섹션에서 토론에 참여하며, 자신들의 조직을 등록할 수 있는 기능을 제공한다. 멤버십은 무료이다. 이 프로젝트는 현재 유럽 청중으로 제한되어 있다.

## 기타 분야
거의 모든 산업과 전문 분야에서 모범 사례를 논의한다. 주목할 만한 분야로는 정보기술 개발(예: 새로운 소프트웨어), 건설, 운송, 사업 관리, 지속 가능한 개발 및 프로젝트 관리의 다양한 측면이 있다. 모범 사례는 최상의 결과를 촉진하는 고품질 서비스를 제공하기 위해 의료에서도 사용된다. 모범 사례는 사업 영역 내에서 판매, 제조업, 교육, 컴퓨터 프로그래밍, 도로 건설, 의료, 보험, 통신 및 공공 정책을 포함하여 사용된다.

## 비판
"모범 사례"라는 용어에 대한 몇 가지 비판이 있다. 유진 바르다흐는 어떤 관행을 "최고"라고 판단하는 데 필요한 작업은 거의 수행되지 않는다고 주장한다. 대부분의 경우, 주어진 상황에서 작동할 수도 있고 작동하지 않을 수도 있는 해결책에 대한 통찰력을 제공하는 "좋은" 관행 또는 "현명한" 관행을 발견할 것이다. 마이클 퀸 패튼은 자신의 질적 연구 및 평가 방법 책에서 "내가 완전히 신뢰하는 유일한 모범 사례는 '모범 사례'라는 라벨을 피하는 것'""이라고 농담하며 다음과 같이 자세히 설명한다.
모범 사례 사고의 매력과 유혹은 우리가 아는 것과 우리가 아는 것의 한계에 대한 진정한 대화를 오염시킨다. ... 심사숙고하고 포괄적이며 겸손한 대화를 모델링하고 육성하는 것이 일반화될 수 있는 "모범 사례" 발견, 즉 최신 경직된 정통 교리가 될 위험이 있는 결론보다 사회 복지에 더 큰 기여를 할 수 있다.
퀸은 "무엇이 가장 좋은가?"라는 질문을 묻거나 고려하는 것을 피해야 하며, 대신 조건과 맥락과 관련된 더 미묘한 질문을 해야 한다고 말한다. 그는 또한 더 나은 관행, 효과적인 관행, 또는 유망한 관행과 같이 "과도한 일반화로 치우치지 않는" 용어를 제안한다. 에릭 달링은 모범 사례가 아니라 일반적인 관행이라고 말한다. 특히 프로젝트 기반 작업 분야와 관련하여 달링 박사는 과거 작업 관행이 작업을 달성하기 위해 실용적이었지만, 최근 수십 년 동안 최선이라는 증거가 제한적인 의견이 증가했다고 주장한다. 더 나아가, 모범 사례보다는 증거 기반 관행을 추구해야 한다. 스콧 앰블러는 모든 경우에 가장 좋은 권장 관행이 있을 수 있다는 가정을 비판한다. 대신, 그는 "맥락적 관행"이라는 대안적인 견해를 제시하는데, 여기서는 "최고"라는 개념이 맥락에 따라 달라진다고 주장한다. 마찬가지로, 셈 캐너와 제임스 바흐는 그들의 기사에서 "모범 사례"의 맥락적 성격을 설명하기 위해 두 가지 시나리오를 제공한다. 본질적으로 이러한 비판은 1950년대와 1960년대에 개발된 상황이론과 일치한다.

## 같이 보기
- 안티패턴
- 있을 수 있는 세계 중 최상의 세계
- 사업 규칙
- 최적표준